# Capitoli di Gunslinger Girl

Copertina del primo volume dell'edizione d/visual

Questa è la lista dei capitoli di Gunslinger Girl, manga scritto e disegnato da Yu Aida nel 2002. In Giappone, dove è terminato, conta quindici volumi. In Italia sono stati pubblicati due volumi dalla Shin Vision nel 2004. La pubblicazione è stata poi interrotta in seguito al fallimento dell'azienda e la d/visual ne ha riavviato la pubblicazione nel 2007, mettendo in commercio i primi due volumi in un albo doppio. Anche questa seconda edizione si è però interrotta prima della conclusione dell'opera originale, infatti sono stati pubblicati solo 12 volumi. Un'ulteriore edizione è stata pubblicata da Planet Manga dal 29 agosto 2019 al 22 luglio 2021, questa volta in versione completa.

## Lista volumi
| Nº | Titolo italiano Giapponese 「Kanji」 - Rōmaji | Data di prima pubblicazione             | Data di prima pubblicazione |
| Nº | Titolo italiano Giapponese 「Kanji」 - Rōmaji | Giapponese                              | Italiano |
| 1  | Gunslinger Girl 1 「ガンスリンガー・ガール 1」 - Gansuringā Gāru 1Gunslinger Girl 1+2 | 27 novembre 2002 ISBN 4-8402-2237-1     | 4 novembre 2004 (Shin Vision) 7 dicembre 2007 (d/visual) 29 agosto 2019 (Planet Manga) ISBN 978-4-86237-283-3 (d/visual) ISBN 978-88-912-8970-4 (Planet Manga)     |
| 1  | Capitoli - Capitolo 1. Osservazioni astronomiche (天体観測?, Tentaikansoku) - Capitolo 2. Love thy neighbor - Capitolo 3. The snow white - Capitolo 4. La morte di Elsa De Sica (parte prima) (エルザ・デ・シーカの死（前編）?, Eruza de Sīka no shi (zenpen)) - Capitolo 5. La morte di Elsa De Sica (parte seconda) (エルザ・デ・シーカの死（後編）?, Eruza de Sīka no shi (kōhen)) |                                         | |
| 1  | Trama Henrietta, durante un'azione contro il Movimento delle Cinque Repubbliche, perde la calma e uccide tutti i terroristi, dopo che uno di loro aveva aggredito Giuseppe, suo "fratello". Successivamente Giuseppe porta la bambina a osservare le stelle. Rico, durante un appostamento, incontra un bambino e inizia a chiacchierare con lui. Più tardi, durante un'operazione, è costretta a ucciderlo. Doriella si reca con il "fratello" Hilscher a Napoli, per cercare Mario Bossi, un camorrista uscito dal giro, tornato nella sua città per rivedere la figlia. I due riescono a catturarlo, ma l'uomo riesce a fuggire. Doriella lo ritrova e, dopo aver sentito la sua storia, lo lascia andare. A Natale la bambina, come ringraziamento, riceve un orsetto di peluche da Mario Bossi. Un uomo e una bambina vengono ritrovati cadaveri. Le indagini rivelano che la bambina era Elsa de Sica, una "marionetta" dell'Ente per il Benessere Sociale, e l'uomo suo "fratello", Lauro. Ulteriori indagini rivelano che quella che sembrava una morte dovuta a un agguato dei terroristi era invece un omicidio-suicidio. Elsa infatti ha ucciso Lauro, quindi si è sparata a un occhio.            |                                         | |
| 2  | Gunslinger Girl 1 「ガンスリンガー・ガール 2」 - Gansuringā Gāru 2Gunslinger Girl 1+2 | 27 giugno 2003 ISBN 4-8402-2421-8       | 14 dicembre 2004 (Shin Vision) 7 dicembre 2007 (d/visual) 26 settembre 2019 (Planet Manga) ISBN 978-4-86237-283-3 (d/visual) ISBN 978-88-912-9012-0 (Planet Manga) |
| 2  | Capitoli - Capitolo 6. A Kitchen Garden - Capitolo 7. Ice cream in the spanish open space - Capitolo 8. Inno alla gioia (歓びの歌?, Yorokobi no uta) - Capitolo 9. How beautiful my Florence is! - Capitolo 10. Il principe del regno della pasta (parte prima) (パスタの国の王子様（前編）?, Pasuta no kuni no ōjisama (zenpen)) - Capitolo 11. Il principe del regno della pasta (parte seconda) (パスタの国の王子様（後編）?, Pasuta no kuni no ōjisama (kōhen)) |                                         | |
| 2  | Trama Claes è una "marionetta" rimasta sola dopo la morte del "fratello" Labaro. La bambina viene così esentata dalle esercitazioni e dalle operazioni anti terrorismo e viene utilizzata per compiere esperimenti sulle parti meccaniche da aggiungere alle bambine. Claes passa il suo tempo leggendo e creando un orto. Henrietta, Doriella e Rico sventano un attentato a Piazza di Spagna. Come regalo, Henrietta sceglie un gelato da gustare nella celebre piazza. Angelica si trova in ospedale e Doriella la va a trovare. Successivamente Doriella, Henrietta e Rico si recano a osservare le stelle cadenti e iniziano a cantare l'Inno alla gioia, tra gli sguardi divertiti di Hilscher e Alfonso. Rico e Gianni si recano a Firenze e incontrano un uomo che fa visitare loro la città. L'uomo è Filippo Adani, commercialista di un uomo d'affari, ed è in possesso di un libro contabile che rappresenta la prova dei finanziamenti illeciti al Movimento delle Cinque Repubbliche. Rico e Gianni riescono a salvare Filippo Adani, e Rico lo convince a realizzare il suo sogno: diventare un pittore. Viene svelato il passato di Angelica e il difficile rapporto con il "fratello" Marco. |                                         | |
| 3  | Gunslinger Girl 3 「ガンスリンガー・ガール 3」 - Gansuringā Gāru 3 | 27 febbraio 2004 ISBN 4-8402-2622-9     | 11 gennaio 2008 (d/visual) 31 ottobre 2019 (Planet Manga) ISBN 978-4-86237-284-0 (d/visual) ISBN 978-88-912-9068-7 (Planet Manga)                                  |
| 3  | Capitoli - Capitolo 12. Caleidoscopio - Capitolo 13. Pinocchio (1) (ピノッキオ?, Pinokkio) - Capitolo 14. Pinocchio (2) (ピノッキオ?, Pinokkio) - Capitolo 15. Pinocchio (3) (ピノッキオ?, Pinokkio) - Capitolo 16. Spezza le catene della ritorsione - Capitolo 17. Il terrier tibetano va in pensione |                                         | |
| 3  | Trama Henrietta trova un caleidoscopio che Giuseppe ha acquistato per lei in un negozio di antiquariato. Dato che il caleidoscopio porta incisa una dedica a una donna, Henrietta crede sia l'amante di Giuseppe. Intanto il Movimento delle Cinque Repubbliche organizza un attentato contro il cantiere del ponte sullo Stretto di Messina. Incaricati dell'operazione sono Franco e Franca, due esperti di esplosivi, che vengono affiancati da Pinocchio, un ragazzo addestrato sin da piccolo a diventare un terrorista. A Roma i terroristi decidono di rapire la vedova del responsabile del progetto del ponte, ma vengono bloccati da Angelica e da Marco. A Montalcino Doriella si scontra con Pinocchio, ma fallisce, lasciando fuggire il ragazzo. Angelica, dopo l'azione di Roma, ha una crisi nervosa. |                                         | |
| 4  | Gunslinger Girl 4 「ガンスリンガー・ガール 4」 - Gansuringā Gāru 4 | 27 novembre 2004 ISBN 4-8402-2819-1     | 22 febbraio 2008 (d/visual) 28 novembre 2019 (Planet Manga) ISBN 978-4-86237-285-7 (d/visual) ISBN 978-88-912-9125-7 (Planet Manga)                                |
| 4  | Capitoli - Capitolo 18. Piccole gioie, dolori senza lacrime - Capitolo 19. Mimì Machiavelli (ミミ・マキャヴェリ?, Mimi Makyaveri) - Capitolo 20. Tosca (トスカ?, Tosuka) - Capitolo 21. Semplice come una colomba, astuto come un serpente (「賢い蛇、純真な鳩」?, Kashikoi hebi, junshin na hato) - Capitolo 22. Lei è un bocciolo che fiorisce nella sua innocenza |                                         | |
| 4  | Trama Claes si reca al poligono di tiro dell'Ente e, vedendo le altre bambine che sparano e sentendo l'odore della polvere da sparo, le viene una strana nostalgia. Doriella e Hilscher si recano a Napoli, per proteggere Mimì Machiavelli, la figlia del camorrista Mario Bossi. A Roma, a Castel Sant'Angelo, Rico uccide durante la Tosca un colonnello dell'esercito che traffica con i terroristi. A Roma, Henrietta e Rico salvano la vita a Giuseppe. Questi scopre, durante un appostamento in Molise, che implicato nel traffico di armi vi è un suo vecchio amico, il tenente Marcantonio Abbado. Giuseppe lo fa arrestare, incontrandolo in un ristorante. Giuseppe, per ringraziare Henrietta, le mostra per la prima volta vero affetto, pizzicandole una guancia. Viene rivelato il tragico passato di Doriella, e come la bambina è stata salvata da Hilscher ad Amsterdam. |                                         | |
| 5  | Gunslinger Girl 5 「ガンスリンガー・ガール 5」 - Gansuringā Gāru 5 | 27 maggio 2005 ISBN 4-8402-3072-2       | 22 febbraio 2008 (d/visual) 19 dicembre 2019 (Planet Manga) ISBN 978-4-86237-286-4 (d/visual) ISBN 978-88-912-9190-5 (Planet Manga)                                |
| 5  | Capitoli - Capitolo 23. Bolle di sapone (泡沫?, Utakata) - Capitolo 24. Caterina (カテリーナ?, Katerīna) - Capitolo 25. Pinocchio (4) (ピノッキオ?, Pinokkio) - Capitolo 26. Pinocchio (5) (ピノッキオ?, Pinokkio) - Capitolo 27. Pinocchio (6) (ピノッキオ?, Pinokkio) |                                         | |
| 5  | Trama Il presidente del Consiglio subisce un attentato, sventato dalle sue guardie del corpo. Patrizia, l'ex ragazza di Marco, viene avvicinata da un uomo che si presenta come giornalista, ma in realtà è un terrorista, che viene ucciso da Angelica, dopo aver minacciato Patrizia. Viene svelato il passato della terrorista Franca, il cui vero nome è Caterina. Franca, Franco e Pinocchio si rifugiano a Frascati. Pinocchio lascia il gruppo e si reca da Cristiano, il suo salvatore. Nella villa fanno però irruzione Doriella, Rico e Angelica. Doriella si ritrova faccia a faccia con Pinocchio, e questa volta lo uccide. Dopo aver riportato gravi ferite viene abbracciata da Hilscher. |                                         | |
| 6  | Gunslinger Girl 6 「ガンスリンガー・ガール 6」 - Gansuringā Gāru 6 | 17 dicembre 2005 ISBN 4-8402-3290-3     | 24 aprile 2008 (d/visual) 23 gennaio 2020 (Planet Manga) ISBN 978-4-86237-287-1 (d/visual) ISBN 978-88-912-9223-0 (Planet Manga)                                   |
| 6  | Capitoli - Capitolo 28. Dum spiro, spero - Capitolo 29. Fantasma - Capitolo 30. Reincarnazione - Capitolo 31. La scuola di danza del Bolschoi (ボリショイ・バレエ学校?, Borishoi baree gakkō) - Capitolo 32. Sguardi (視線?, Shisen) |                                         | |
| 6  | Trama Gianni si reca al cimitero, sulla tomba della sorella. Lì incontra un suo amico, che adesso milita nei gruppi di estrema sinistra. Rico, durante un'azione, viene colpita e cade in acqua. Gianni la salva. In vacanza a Taormina, Giuseppe fa indossare a Henrietta un vestito appartenente alla sorella deceduta, e ha un'allucinazione in cui vede la sorella. L'Ente per il Benessere Sociale decide di produrre "marionette" di seconda generazione. La prima di queste è Petruška, una ragazza russa di 16 anni che viene affidata ad Alessandro, un ragazzo che inizialmente la tratta come una bambola. |                                         | |
| 7  | Gunslinger Girl 7 「ガンスリンガー・ガール 7」 - Gansuringā Gāru 7 | 27 luglio 2006 ISBN 4-8402-3532-5       | 20 giugno 2008 (d/visual) 20 febbraio 2020 (Planet Manga) ISBN 978-4-86237-288-8 (d/visual) ISBN 978-88-912-9285-8 (Planet Manga)                                  |
| 7  | Capitoli - Capitolo 33. Il giardino del cuore (彼女の箱庭?, Kanojo no hakoniwa) - Capitolo 34. La promessa (約束?, Yakusoku) - Capitolo 35. Una tenue speranza - Capitolo 36. The Sheep and the Goats - Capitolo 37. Il coraggio vince la paura (勇者は恐れず?, Yūsha wa osorezu) |                                         | |
| 7  | Trama Claes ha un improvviso scatto d'ira nei confronti di Petruška. Sul Lago Maggiore, Gianni e Claes incontrano per caso un terrorista implicato nell'omicidio di un magistrato. Alessandro e Petruška vengono incaricati di proteggere Roberta Guelfi, il nuovo magistrato che si occupa del "Caso Croce". |                                         | |
| 8  | Gunslinger Girl 8 「ガンスリンガー・ガール 8」 - Gansuringā Gāru 8 | 27 marzo 2007 ISBN 978-4-8402-3826-7    | 24 ottobre 2008 (d/visual) 14 maggio 2020 (Planet Manga) ISBN 978-4-86237-289-5 (d/visual) ISBN 978-88-912-9340-4 (Planet Manga)                                   |
| 8  | Capitoli - Capitolo 38. La danza del cigno nero (黒鳥の舞?, Kokuchou no mai) - Capitolo 39. La signora in rosso (1) (レディ・ロッソ?, Redi Rosso) - Capitolo 40. La signora in rosso (2) (レディ・ロッソ?, Redi Rosso) - Capitolo 41. La signora in rosso (3) (レディ・ロッソ?, Redi Rosso) - Capitolo 42. Mind Speech (マインド・スピーチ?, Maindo Supīchi) - Capitolo 43. La signora in rosso (4) (レディ・ロッソ?, Redi Rosso) - Capitolo 44. La signora in rosso (5) (レディ・ロッソ?, Redi Rosso) |                                         | |
| 8  | Trama Petruška e Alessandro si fingono una coppia di mafiosi e incontrano un poliziotto corrotto. Alla fine della missione, Petruška chiede ad Alessandro di farla salire a casa sua, ma questi rifiuta. Viene svelato il passato di Alessandro: il suo reclutamento, le sue prime missioni e l'incontro con Rossana, una misteriosa ragazza dai capelli rossi. Durante il condizionamento, Petruška confessa di amare Alessandro. Questi ritrova Rossana, che aveva lasciato il lavoro sparendo nel nulla e adesso ha una figlia e vive nelle campagne vicino a Siena. Tornato a Roma, Alessandro fa visitare a Petruška il suo appartamento e la bacia. |                                         | |
| 9  | Gunslinger Girl 9 「ガンスリンガー・ガール 9」 - Gansuringā Gāru 9 | 27 novembre 2007 ISBN 978-4-8402-4108-3 | 24 ottobre 2008 (d/visual) 18 giugno 2020 (Planet Manga) ISBN 978-4-86237-290-1 (d/visual) ISBN 978-88-912-9410-4 (Planet Manga)                                   |
| 9  | Capitoli - Capitolo 45. Crepuscolo (1) (クレプスコロ?, Kurepusukoro) - Capitolo 46. Crepuscolo (2) (クレプスコロ?, Kurepusukoro) - Capitolo 47. Crepuscolo (3) (クレプスコロ?, Kurepusukoro) - Capitolo 48. Crepuscolo (4) (クレプスコロ?, Kurepusukoro) - Capitolo 49. Tre abbracci (つの抱擁?, Tsuno hōyō) - Capitolo 50. Due ricordi (つの想い?, Tsuno omoi) |                                         | |
| 9  | Trama Angelica ha delle allucinazioni in cui vede il suo vecchio cane Pelo. Inoltre inizia a ricordarsi cose passate. Il Movimento delle Cinque Repubbliche sta organizzando un attentato a Roma, davanti a un edificio governativo. Angelica si reca sul luogo insieme a Marco, e gli salva la vita facendo scudo con il suo corpo durante l'esplosione della bomba. Angelica riporta gravi ferite, ma è il suo cervello che si sta lentamente spegnendo. Marco si riprende e la va a trovare in ospedale. La bambina chiede di rivedere un cane. Marco e Giuseppe scoprono il luogo in cui vive Pelo e lo portano davanti ad Angelica, che dopo averlo visto muore per morte cerebrale. La notizia viene accolta dalle altre bambine con freddezza, mentre i "fratelli" iniziano a preoccuparsi per le aspettative di vita delle loro "marionette", e si dimostrano molto gentili e disponibili con loro. |                                         | |
| 10 | Gunslinger Girl 10 「ガンスリンガー・ガール 10」 - Gansuringā Gāru 10 | 27 ottobre 2008 ISBN 978-4-04-867387-7  | 28 febbraio 2009 (d/visual) 20 agosto 2020 (Planet Manga) ISBN 978-4-86237-124-9 (d/visual) ISBN 978-88-912-9477-7 (Planet Manga)                                  |
| 10 | Capitoli - Capitolo 51. Barlumi (灯?, Tomoshibi) - Capitolo 52. Missione omicida (暗殺任務?, Ansatsu ninmu) - Capitolo 53. Riunione (再会?, Saikai) - Capitolo 54. Confessioni (告白?, Kokuhaku) - Capitolo 55. Il fiore delle buone intenzioni (善意の花?, Zen'i no hana) - Capitolo 56. Ritorno alla gabbia (鳥籠に還る?, Torikago ni kaeru) - Capitolo 57. Vendetta (1) (ヴェンデッタ?, Vendetta) - Capitolo 58. Vendetta (2) (ヴェンデッタ?, Vendetta) |                                         | |
| 10 | Trama Doriella e Hilscher si trovano a Napoli per una missione, che Hilscher compie da solo, per risparmiare alla bambina i sensi di colpa derivanti dall'omicidio. Viene però ferito, e quando Doriella se ne accorge fugge via, incontrando sulla sua strada due camorristi. La bambina viene salvata dal procuratore Roberta Guelfi, e si rifugia a casa di Mario Bossi, rincontrando la figlia di questi, Mimì. Mario Bossi rivela a Doriella il suo passato. Queste rivelazioni fanno rinsaldare ancora di più il suo legame con il "fratello" Hilscher. Intanto Henrietta è sconvolta dal fatto che inizia a perdere i suoi ricordi, mentre Giuseppe e Gianni vendicano finalmente la morte dei loro cari. |                                         | |
| 11 | Gunslinger Girl 11 「ガンスリンガー・ガール 11」 - Gansuringā Gāru 11 | 27 luglio 2009 ISBN 978-4-04-867977-0   | 30 dicembre 2011 (d/visual) 22 ottobre 2020 (Planet Manga) ISBN 978-88-912-9605-4 (Planet Manga)                                                                   |
| 11 | Capitoli - Capitolo 59. Una memoria intrappolata (記憶の檻?, Kioku no ori) - Capitolo 60. Vendetta (3) (ヴェンデッタ?, Vendetta) - Capitolo 61. Vendetta (4) (ヴェンデッタ?, Vendetta) - Capitolo 62. Vendetta (5) (ヴェンデッタ?, Vendetta) - Capitolo 63. Beatrice (べアトリーチェ?, Beatorīche) - Capitolo 64. Campo di battaglia dei vinti (敗者の戦場?, Haisha no senjō) - Capitolo 65. Bentornata a casa, Enricaおかえりエンリカ (Okaeri Enrika?) - Capitolo 66. Il principe azzurro (青色の王子?, Aoi no ōji) |                                         | |
| 12 | Gunslinger Girl 12 「ガンスリンガー・ガール 12」 - Gansuringā Gāru 12 | 27 aprile 2010 ISBN 978-4-04-868567-2   | 30 dicembre 2011 (d/visual) 17 dicembre 2020 (Planet Manga) ISBN 978-88-912-9726-6 (Planet Manga)                                                                  |
| 12 | Capitoli - Capitolo 67. A nuova famiglia (新しい家族?, Atarashii kazoku) - Capitolo 68. L'affare Croce (1) (クローチェ事件?, Kurōche jiken) - Capitolo 69. L'affare Croce (2) (クローチェ事件?, Kurōche jiken) - Capitolo 70. L'affare Croce (3) (クローチェ事件?, Kurōche jiken) - Capitolo 71. L'affare Croce (4) (クローチェ事件?, Kurōche jiken) - Capitolo 72. Fantasma (2) - Capitolo 73. Addio |                                         | |
| 13 | Gunslinger Girl 13 「ガンスリンガー・ガール 13」 - Gansuringā Gāru 13 | 27 aprile 2011 ISBN 978-4-04-870412-0   | 18 febbraio 2021 ISBN 978-88-912-9825-6 |
| 13 | Capitoli - Capitolo 74. Soldato - Capitolo 75. Testamento (遺言?, Yuigon) - Capitolo 76. Occupazione della centrale nucleare (原発占拠?, Genpatsu Senkyo) - Capitolo 77. La natura - Capitolo 78. Occaso (1) (オッカーゾ?, Okkazo) - Capitolo 79. Occaso (2) (オッカーゾ?, Okkazo) - Capitolo 80. Occaso (3) (オッカーゾ?, Okkazo) - Capitolo 81. Occaso (4) (オッカーゾ?, Okkazo) - Capitolo 82. Orione (オリオン?, Orion) |                                         | |
| 14 | Gunslinger Girl 14 「ガンスリンガー・ガール 14」 - Gansuringā Gāru 14 | 17 dicembre 2011 ISBN 978-4-04-886173-1 | 20 maggio 2021 ISBN 978-88-912-9903-1 |
| 14 | Capitoli - Capitolo 83. Salvezza (救い?, Sukui) - Capitolo 84. Un incontro di fortuna con passato (過去との邂逅?, Kako to no kaikou) - Capitolo 85. Erinyes (1) (エリニュエス?, Erinyuesu) - Capitolo 86. Erinyes (2) (エリニュエス?, Erinyuesu) - Capitolo 87. Erinyes (3) (エリニュエス?, Erinyuesu) - Capitolo 88. Orazio (1) (ホラティウス?, Horatiusu) - Capitolo 89. Orazio (2) (ホラティウス?, Horatiusu) - Capitolo 90. Erinyes (4) (エリニュエス?, Erinyuesu) |                                         | |
| 15 | Gunslinger Girl 15 「ガンスリンガー・ガール 15」 - Gansuringā Gāru 15 | 15 dicembre 2012 ISBN 978-4-04-891278-5 | 22 luglio 2021 ISBN 978-88-287-6098-6 |
| 15 | Capitoli - Capitolo 91. Raggio di crepuscolo (1) (薄明光線?, Hakumei kousen) - Capitolo 92. Raggio di crepuscolo (2) (薄明光線?, Hakumei kousen) - Capitolo 93. Raggio di crepuscolo (3) (薄明光線?, Hakumei kousen) - Capitolo 94. Raggio di crepuscolo (4) (薄明光線?, Hakumei kousen) - Capitolo 95. Sopravvissuti (生還者?, Seikanja) - Capitolo 96. Il cigno morente (1) - Capitolo 97. Il cigno morente (2) - Capitolo 98. La lettera di Hartmann (ハルトマンの手紙?, Harutoman no tegami) - Capitolo 99. Epilogo (エピローグ?, Epirōgu) - Capitolo 100. La speranza |                                         | |